# Arsenał Charków
Arsenał Charków (ukr. Т.о.в. «Професійний футбольний клуб «Арсенал» Харків», Sp.z o.o. Profesijnyj Futbolnyj Kłub „Arsenał” Charkiw) – ukraiński klub piłkarski z siedzibą w Charkowie, założony w roku 1998.
Występuje w rozgrywkach ukraińskiej Drugiej Lihi.

## Historia
Chronologia nazw:
- 30 stycznia 1998–2008: Arsenał Charków (ukr. ФК «Арсенал» Харків)
- 2009–...: Arsenał Charków (ukr. ПФК «Арсенал» Харків)

Klub Arsenał Charków został założony 30 stycznia 1998 roku. W sezonie 1999/00 zakwalifikował się do rozgrywek w Drugiej Lidze. Klub szybko zaczął piąć się po szczeblach piłkarskich rozgrywek. Po sezonie 2001/02 awansował do Pierwszej Lihi, a po sezonie 2004/05 wywalczył awans do Wyższej Lihi. Ale debiut w najwyższej klasie rozgrywkowej nie udał się. Arsenał Charków ustąpił miejsce w lidze założonemu na jego bazie klubowi FK Charków, któremu prawnie przekazał prawo na piłkarzy i trenerów, a sam rozpoczął następny sezon od zera w Drugiej Lidze.
Arsenał Charków od sezonu 2005/06 występuje w Drugiej Lidze.
W styczniu 2009 klub zmienił nazwę z FK Arsenał Charków na PFK Arsenał Charków.

## Sukcesy
- awans do Wyższej Ligi – 2005
- 1/8 finału Pucharu Ukrainy – 2004
- awans do Pierwszej Lihi – 2002
- kwalifikacja do Drugiej Lihi – 1999

## Trenerzy
- 01.1998-05.2001:  Wałentyn Kriaczko
- 05.2001-05.2002:  Iwan Panczyszyn
- 05.2002-01.2005:  Ihor Rachajew
- 01.2005-07.2005:  Hennadij Łytowczenko
- 07.2005-12.2005:  Ihor Rachajew
- 12.2005-07.2007:  Wiktor Kamarzajew
- 07.2007-12.2007:  Serhij Kandaurow
- 12.2007-04.2008:  Adel Sassi
- 04.2008-07.2008:  Serhij Kandaurow
- 07.2008-04.2009:  Władysław Kisiel
- 04.2009-...:  Mykoła Trubaczow